# Albert Daulne
Albert Daulne (Luik, 30 juli 1915 - Eupen, 12 juli 1992) was een Belgisch senator.

## Levensloop
Daulne behaalde in 1940 een licentiaat in de wiskunde en de geofysica aan de Universiteit Luik. Hij vocht na de uitbraak van de Tweede Wereldoorlog in België mee in de Achttiendaagse Veldtocht en leefde daarna vijf jaar als krijgsgevangene in Nazi-Duitsland. Na de oorlog werd hij leraar wiskunde, eerst aan de normaalschool van Verviers en daarna vanaf 1966 aan het atheneum van Eupen, waarmee hij zich in het Duitstalige gebied van België vestigde.
Hij was als socialistisch militant actief in verschillende verenigingen. Toen senator Georges Housiaux om gezondheidsredenen ontslag nam, besliste de PSB om de van oorsprong Franstalige Daulne voor te dragen als zijn opvolger, daar de partij na de oprichting van de Cultuurraad voor de Duitse Cultuurgemeenschap over een parlementslid wenste te beschikken dat als verbindingsfiguur kon fungeren tussen de Franstaligen en de Duitstaligen in het arrondissement Verviers. Hij nam hierdoor enkele maanden voor zijn pensioen ontslag als leraar. In november 1973 legde hij de eed af als provinciaal senator voor de provincie Luik, eerst in het Duits en daarna in het Frans, om zijn positie als verbindingsfiguur te benadrukken. Hij bleef dit tot in 1974 en was daarna van 1974 tot 1977 gecoöpteerd senator. In 1977 verdween Daulne uit de Senaat, maar in februari 1978 keerde hij terug naar de hoge vergadering als rechtstreeks gekozen senator voor het arrondissement Verviers, na het overlijden van Hubert Parotte. Na de verkiezingen van 1978 werd hij niet rechtstreeks herkozen als senator, maar door het afhaken van Guy Bassleer kon hij als eerste opvolger alsnog zijn ambt van senator verlengen. Trouw aan zijn positie als verbindingsfiguur verdedigde hij de belangen van de Duitstalige Gemeenschap, door te ijveren van de invoering van Duitstalig onderwijs gegarandeerde vertegenwoordiging van de Duitstaligen in de Senaat en de Kamer, alsook die van de regio Verviers in het algemeen, waarbij hij de nadruk legde op de sociale en economische problemen in de streek. In 1981 stelde Daulne zich geen kandidaat meer en verliet hij de nationale politiek.
Door de toenmalige dubbelmandaten maakte Daulne tijdens zijn parlementaire carrière ook deel uit van de Cultuurraad voor de Franse Cultuurgemeenschap (1973-1977 en 1978-1980), de voorlopige Waalse Gewestraad (1974-1977) en de Waalse Gewestraad en de Raad van de Franse Gemeenschap (1980-1981). Als Duitstalig parlementslid zetelde  hij van 1973 tot 1977 en van 1978 tot 1981 ook als lid met raadgevende stem in de Cultuurraad van de Duitse Cultuurgemeenschap. Daarnaast was Daulne van 1977 tot 1982 gemeenteraadslid van Eupen.